# Pimpinella koreana
Pimpinella koreana är en flockblommig växtart som först beskrevs av Yoshitaka Yabe, och fick sitt nu gällande namn av Takenoshin Nakai. Pimpinella koreana ingår i släktet bockrötter, och familjen flockblommiga växter. Inga underarter finns listade i Catalogue of Life.